# 6410 Fujiwara
6410 Fujiwara (1992 WO4) là một tiểu hành tinh vành đai chính được phát hiện ngày 29 tháng 11 năm 1992 bởi S. Otomo ở Kiyosato.